# Sanosra
Sanosra fou un estat tributari protegit de l'agència de Kathiawar, al prant de Jhalawar, presidència de Bombai. Estava format per tres pobles amb un únic propietari tributari. La superfície era de 34 km² i la població el 1881 de 1.140 habitants. Els ingressos s'estimaven em 403 lliures de les quals es pagaven 181 rupies com a tribut al govern britànic i 5 rupies al nawab de Junagarh.